# Тайнкасл Парк
«Тайнкасл Парк» (англ. Tynecastle Park Stadium) — футбольный стадион в Эдинбурге (Шотландия). Домашняя арена футбольного клуба «Харт оф Мидлотиан». В сезонах 2007/08 и 2008/09 был признан шотландской Премьер-лигой стадионом с лучшей атмосферой в высшем шотландском дивизионе.

## История

### Ранние годы
«Хартс» переехали из центра Эдинбурга в тогда периферийный район Горги в 1881 году. То поле находилось на стыке нынешних Уордлоу-стрит и Уордлоу-террас. Пять лет спустя. когда на месте старого поля возвели многоквартирные дома, клуб переехал на нынешнее поле на другой стороне Горги-роуд. В первом (товарищеском) матче на этом поле был обыгран «Болтон Уондерерс» 4:1.
В 1892 году «Тайнкасл» принял первый международный матч, в котором Шотландия победила Уэльс 6:1. За игрой наблюдало всего 1200 зрителей, так как снежная метель накрыла город, и многие были уверены, что игру отложат. В том же 1892 году была сооружена крыша над Южной трибуной.

### Новый век
Стадион значительно изменился в начале XX века. В 1903 году на восточной стороне поля были построены небольшая трибуна и павильон, через восемь лет с западной стороны, «стороны спиртзавода» (The North British Distillery) возведена крытая трибуна. В 1914 году старые две трибуны и павильон были заменены на трибуну в длину поля (нынешняя Главная трибуна), разработанную известным архитектором Арчибальдом Лейтчем. Стоимость нового объекта составила 12 тысяч фунтов, вдвое против оценочной. Чтобы покрыть расходы, клубу пришлось расстаться со своим ведущим игроком Перси Доусоном, продав его в «Блэкберн Роверс» за 2500 фунтов.
В 1927 году «Хартс» дали разрешение BBC вести прямые радиопередачи со стадиона. Примерно в то же время «сердца» приобретают ранее арендуемую землю и предпринимают шаги в пользу зрителей — удаляется павильон 1911 года и трибуны надстраиваются и расширяются до границ участка. На Уитфилд-стрит были устроены турникеты и туннели для распределения болельщиков в их доступе на трибуны. Рекордная посещаемость была достигнута спустя 5 лет в матче Кубка Шотландии против «Рейнджерс» 13 февраля 1932. Эту игру посетило 53 396 человек.
Казалось, «Сердца» могут оставить «Тайнкасл» в 1939 году, когда на волне финансового успеха обсуждалось строительство нового стадиона на участке тогда загородного района Сайтхилл, однако война заставила забыть об этом.

### После войны
В 1954 году «Тайнкасл» стал первым цельнобетонным стадионом Шотландии. После модернизации стадиона клуб архитекторов заявил. что тот вместит 54 359 человек, но из соображений безопасности вместимость ограничили 49 000. Три года спустя установлена прожекторная система освещения, впервые опробованная в специальном матче против «Хиберниана». В 1959 году поставлена крыша над «спиртзаводской» и северо-западной частью.

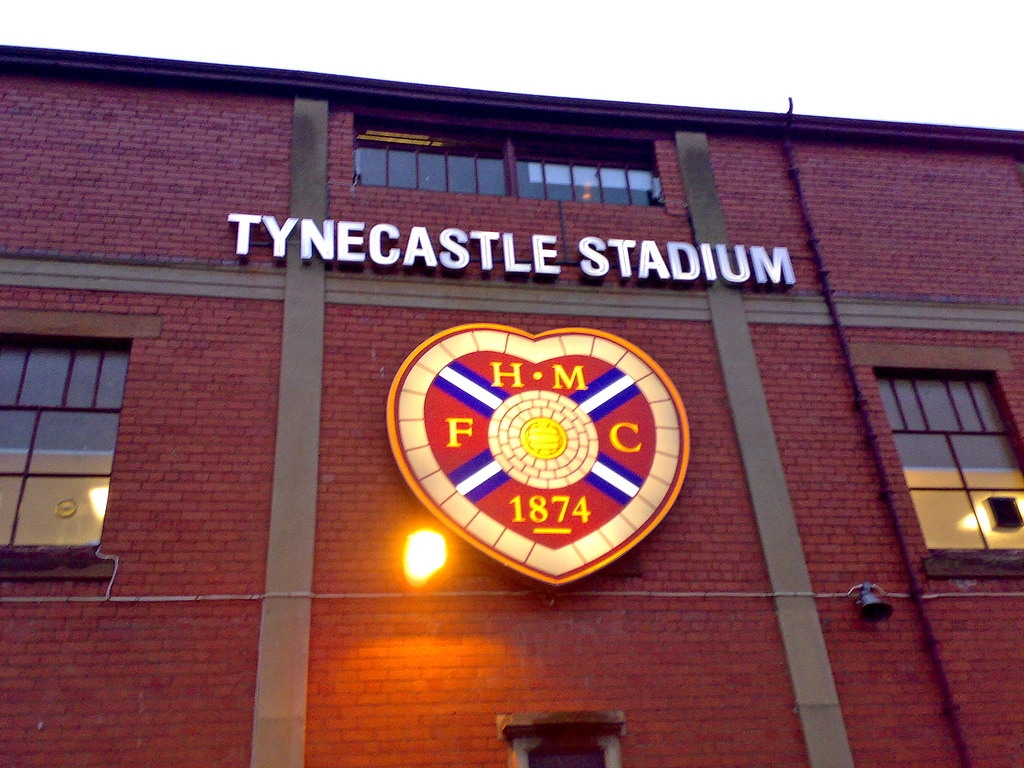
Тайнкастл. Фасад главной трибуны

После второй трагедии на «Айброкс» были ужесточены правила безопасности, и вместимость Тайнкастла была ограничена 30 000 с установкой сидений на «спиртзаводской» и Главной трибунах в начале и середине 1980-х соответственно. Также в то время появились спонсорские ложи и сооружения.

### Развитие нового времени
«Доклад Тейлора» после трагедии на Хиллсборо в 1989 году обязывает все главные спортивные площадки быть оборудованными лишь сидячими местами и вновь чуть не приводит к покиданию клубом «Тайнкасла». Только отклонение городскими властями ходатайства об освоении участка в Миллерхилле привело к реконструкции стадиона.
В 1994 вместо старых построены трибуны Росбёрн и Уитфилд, а в 1997 году Горги с VIP сектором, который был открыт лорд-мэром Эдинбурга Эриком Миллиганом. В 2005 году размеры поля, следуя новым требованиям УЕФА, были увеличены ценой демонтажа нижних рядов трибун Горги и Росбёрн и уменьшением общей вместимости с 18 000 до 17 420.

### Снова под угрозой
В 2004 в связи с растущими долгами клуба реализовывались планы по продаже стадиона и аренды близлежащего стадиона Мюррейфилд, принадлежащего Шотландскому регбийному союзу. Планы реализовывались несмотря на противодействие фанатов, организовавших движение «Save Our Hearts» (спасём наши сердца). Генеральный директор клуба Крис Робинсон и те, которые поддерживали идею по продаже контролировали большинство акций, и казалось что продажи будут завершены, но в январе 2005 года покупка клуба «Хартс» русским Владимиром Романовым остановила сделку. Ссылаясь на пункт начального соглашения. Романов отменил сделку. выплатив фиксированную сумму в 75 000 фунтов.

### Эпоха Романова
После приобретения клуба в 2005 Романовым ближайшее будущее клуба на Тайнкасл было обеспечено. Новый владелец дал понять, что вместимость в перспективе надо увеличить — либо за счёт увеличения Тайнкасла, либо строительства нового стадиона.
20 августа 2007 года клуб объявил, что находится «на продвинутой стадии» в планах на снос устаревшей Главной трибуны и строительства на её месте новой на 10 000 мест со встроенными отелями и увеселительными заведениями. Это повысит вместимость стадиона до 23 000, но жалоба, поданная на данный проект в городской совет Эдинбурга, затормозила дело.

## Международные матчи на «Тайнкасле»
9 раз Тайнкасл становился ареной матчей национальной сборной Шотландии. Он регулярно принимал матчи домашнего чемпионата Великобритании с Уэльсом, как наименее кассовые, и потому часто играемые за пределами Глазго. После второй мировой войны политика наибольшего благоприятствования проводится в отношении «Хэмпден Парк» в Глазго, и если не какие-нибудь чрезвычайные обстоятельства, сборная Шотландии играет там. Только один матч официального соревнования состоялся там после войны — 10 октября 1998 шотландцы победили эстонцев 3:2 в квалификации на Евро-2000.

## Нейтральное поле для полуфиналов
Тайнкасл неоднократно использовался, как нейтральное поле для полуфиналов главных национальных кубков, главным образом, когда они предусматривали встречу команд с востока и северо-востока Шотландии (например Абердин, Данди Юнайтед, Хиберниан). В 1920-е годы был период, когда Тайнкасл принимал полуфинал Кубка Шотландии 4 года подряд. В общей сложности стадион принял 19 полуфинало шотландского Кубка и 10 полуфиналов Кубка шотландской лиги.
С появлением регулярных прямых трансляций, появилась необходимость проводить матчи в разное время. Лига стала проводить оба полуфинала на «Хэмпдене», когда это возможно. Полуфиналы Кубка Лиги по-прежнему принимали арены меньшей вместимости.
Последний полуфинал Кубка Шотландии на «Тайнкасле» в 1993 году (Абердин проиграл Хиберниану), последний полуфинал кубка Лиги — в 2008 (Абердин проиграл Данди Юнайтед).